# Zio Fester
Zio Fester (Uncle Fester), Fester Addams o Fester Frump, a seconda delle versioni, anche conosciuto come Zio Drago, Zio Bubbone o Zio Ulcera nei doppiaggi italiani, è un personaggio immaginario della famiglia Addams creato da Charles Addams il 18 gennaio 1941.

## Nome
Charles Addams ha scelto il nome Fester perché corrispondente all'idea del "cattivo ragazzo". "To fester" in inglese significa "corrompersi" o "guastarsi". Nel doppiaggio italiano del film La famiglia Addams 2 è lo stesso Zio Fester a spiegare a Dementia che il proprio nome significa "marciume".
Nel primo doppiaggio italiano della serie del 1964 il suo nome era Zio Drago. Nell'episodio Scooby Doo Incontra la Famiglia Addams della serie animata Speciale Scooby del 1972, Zio Fester viene chiamato Zio Bubbone, mentre nel primo doppiaggio italiano della serie animata del 1973, spin-off di Speciale Scooby, Zio Fester è stato tradotto in Zio Ulcera.
Nei paesi di lingua spagnola il personaggio è conosciuto con i nomi di Lucas Addams, Tío Fétido in Spagna o Tío Lucas in Sudamerica.

## Storia
Charles Addams sosteneva che tra i tanti personaggi da lui disegnati, Zio Fester fosse come lui "con qualche capello in più", il suo alter ego. Zio Fester è il personaggio che maggiormente appare nelle vignette di Charles Addams, sia nei canonici panni del membro della famiglia Addams, con il suo cappottone nero e gli occhi infossati e cerchiati di nero, sia in altre parti.
Fa la sua prima apparizione sul periodico The New Yorker in una vignetta del 18 gennaio 1941, nei panni del marito che accompagna la moglie e che chiede "Uno andata e ritorno e uno solo andata per Ausable Chasm" alla biglietteria della New York Central Station. In un'altra vignetta del 23 marzo 1946, appare indossando il suo classico cappotto nero, lo vediamo al cinema, unico spettatore divertito in mezzo a una massa di spettatori attoniti, mentre in una vignetta dello stesso anno lo si può vedere con un soprabito e un cappello nero calato sugli occhi con un sacchetto di cemento sotto il braccio chiedere "Un barile di Amontillado, per favore" in un negozio di liquori, in una evidente citazione de Il barile di Amontillado di Edgar Allan Poe. Nel 1950 compare per la prima volta assieme agli altri componenti della famiglia Addams, sulla copertina della raccolta Monster Rally pubblicata da Simon & Schuster, dove fa la sua prima comparsa quale membro della famiglia Addams anche la Nonna.
Il personaggio di Fester è stato particolarmente sfruttato nei primi due film de La famiglia Addams, nei quali la trama ruotava intorno alla sua figura, e la sua personalità è stata approfondita fino ad assumere toni tragicomici. In essi viene rivelato che Fester aveva abbandonato la magione degli Addams ben venticinque anni prima a seguito di un litigio col fratello Gomez ed era stato dato per disperso nel Triangolo delle Bermude; in realtà un fulmine in testa gli aveva causato amnesia e viveva col nome di Gordon Craven, totalmente succube dell'acida madre adottiva Abigail.
Nel secondo film Fester, invidiando sinceramente la bella famiglia di Gomez, decide di porre rimedio alla sua condizione di cuore solitario: si butta così alla ricerca di una donna che lo ami, collezionando insuccessi e finendo poi truffato da una criminale senza scrupoli, mostrando un insospettabile lato umano. Da personaggio puramente comico Fester assume le caratteristiche di un "mostro dal cuore tenero", incompreso per il suo aspetto orrendo e continuamente sfruttato a causa della sua ingenuità. Zio Fester trova infine una donna da amare: la tata del figlio del Cugino Itt, una donna calva di nome Dementia. È amore a prima vista.
Nel musical del 2010 lo zio Fester dichiara di essere innamorato della Luna e alla fine della rappresentazione si allaccia a un razzo e si spara sul satellite, sul quale lo si vede atterrare in lontananza sollevando una nuvola di polvere.
Nel film in animazione CGI La famiglia Addams del 2019 Fester è il fratello di Gomez e figlio di Nonna Addams, che però non vive con gli Addams nella loro casa, ma va a far loro visita in occasione del giorno in cui Pugsley deve eseguire la "mazurca della sciabola". Fester ha aiutato il fratello e la di lui moglie Morticia a fuggire dalla folla inferocita che voleva linciarli nel giorno del loro matrimonio, aiutandoli ad arrampicarsi su di una ripida collina. Nel film Fester è un personaggio bislacco, inoffensivo, soggetto dei perfidi scherzi dei nipotini Mercoledì e Pugsley. Nel finale del film si innamora della perfida conduttrice di reality Margaux Needler.

## Caratteristiche

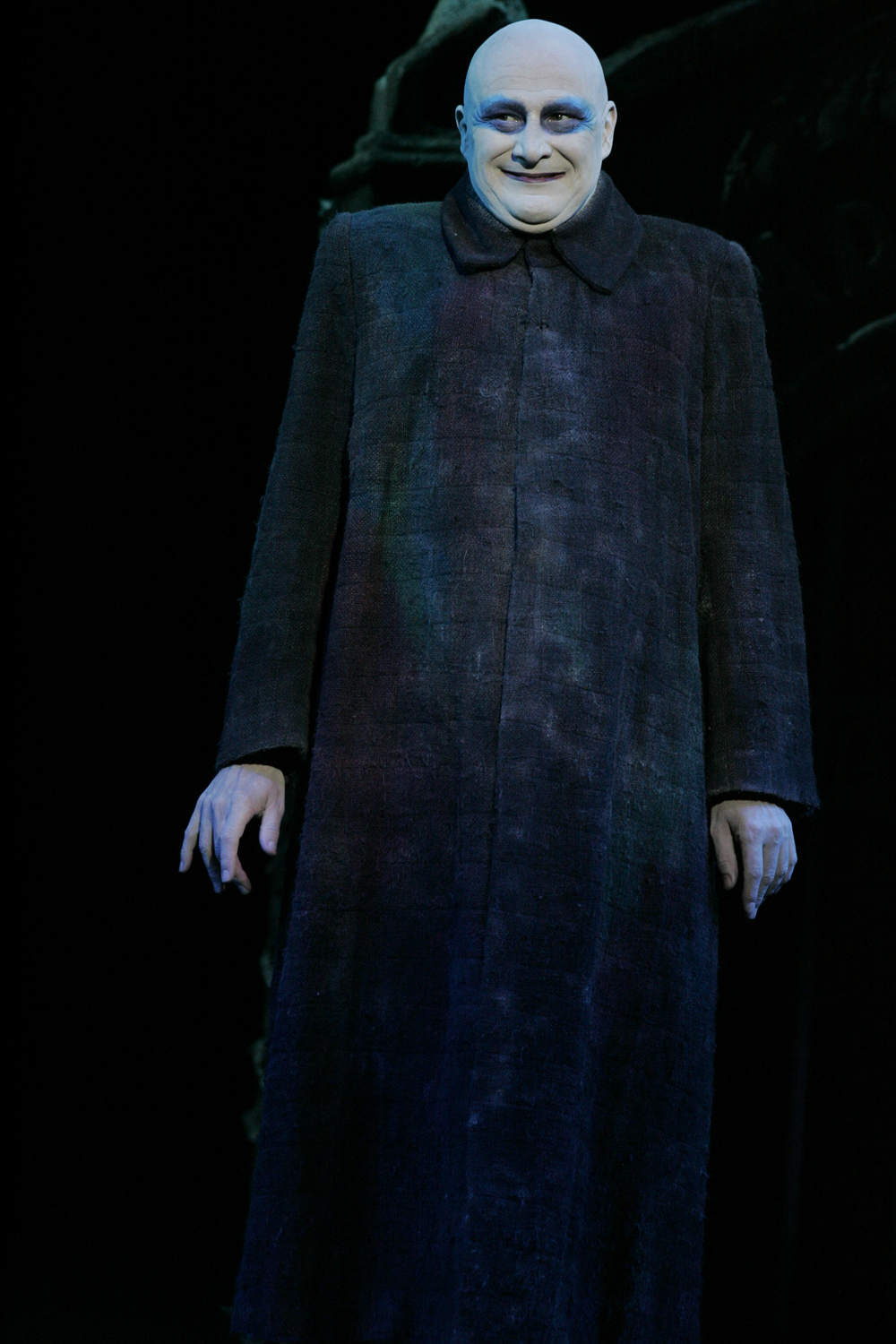
Lo Zio Fester in una rappresentazione australiana del 2013 del musical The Addams Family

Charles Addams così descrive il personaggio nelle note di produzione della serie televisiva degli anni sessanta compilate nel 1963:
Nonostante avesse scelto il nome Fester perché facesse pensare a un "cattivo ragazzo", Charles Addams lo ha sempre rappresentato come un simpaticone, immerso nei suoi passatempi un po' bislacchi. Nelle vignette non appare maldestro come invece lo rappresentano le serie o i film live action.
Zio Fester si presenta completamente calvo, grasso, senza collo, ingoffato in un cappotto lungo dall'ampio colletto di pelliccia, con un pallore cadaverico e dai tondi occhi infossati. Nella serie televisiva del 1964 e nei cartoni animati parla con una caratteristica voce in falsetto, mantenuta nel doppiaggio italiano.
Nei due film diretti da Barry Sonnenfeld il suo volto si fa più affilato, ma è sempre ben riconoscibile. Nell'ultima serie televisiva, ritorna grasso, ma il suo colorito è stranamente grigio. Nel film del 1991 La famiglia Addams (The Addams Family) si vede Fester con un'inusitata chioma riccioluta, che si rade periodicamente a zero: questo porta a pensare che in realtà non sia affatto calvo.
Zio Fester rappresenta, in molti episodi della serie televisiva degli anni sessanta, lo stereotipo del parente immaturo. È il tipico scapolone che, non avendo una famiglia a cui badare, rimane uno spirito libero, un po' bambino, eccentrico e gioiosamente irresponsabile. È continuamente impegnato in qualche stramba invenzione, sempre sorridente, vivace e dall'inesauribile energia. Questa caratteristica diventa spunto di numerose gag, prima tra tutti la sua famosa capacità peculiare di accendere una lampadina tenendola in bocca. Il suo carattere infantile lo rende ovviamente il beniamino dei nipotini Mercoledì e Pugsley, ma tutti in famiglia lo amano e lo rispettano. In particolare è ammirato da Pugsley, con cui condivide la passione per gli esplosivi e per la "mad science".
Zio Fester è un grande esperto di esplosivi e insegna ai nipoti tutto quello che sa in merito; non di rado la casa trema quando si diverte coi suoi "passatempi". I danni non lo preoccupano minimamente, dato che, più ancora del resto dei suoi parenti, è praticamente indistruttibile: oltre a sopravvivere a esplosioni in piena faccia senza neppure perdere il sorriso riesce a condurre elettricità e si diverte molto a farlo. Soffre di emicranie e si cura facendosi stringere la testa in una morsa, che sembra non provocargli alcun danno e anzi gli dà sollievo. Ama fare lunghi "bagni di luna" notturni, il che spiega il suo colorito cereo. Nella serie del 1964 trova spesso una compagna di scorribande nella Nonna, sua coetanea, e combinano allegramente disastri assieme.

## Parentela
Nel corso degli anni la parentela di Fester all'interno della famiglia Addams è cambiata, sebbene rimanga sempre zio di qualcuno. Nelle vignette Charles Addams non suggerisce quale sia la precisa relazione di parentela con gli altri membri della famiglia, solamente accenna alla possibilità che abbia una qualche consanguineità con Morticia a causa del comune incarnato pallido. Ma potrebbe anche non avere alcuna reale parentela con nessuno, essendo il termine "zio", nelle famiglie borghesi americane, utilizzato per designare davanti ai figli anche un amico di famiglia. Oppure potrebbe essere fratello o cognato della Nonna e quindi un prozio di Mercoledì e Pugsley.
Nella serie televisiva del 1964 è lo zio di Morticia e come lei porta il cognome Frump. Nel film del 1991 viene presentato come il fratello maggiore di Gomez. Questo cambiamento delle origini del personaggio è stato mantenuto nei seguenti due film e nella nuova serie, tanto che ormai è più conosciuto col nome di Fester Addams. Anche nella serie Mercoledì del 2022, Fester viene presentato come il fratello di Gomez.
Il suo antenato Long John Addams, nel 1699 dal matrimonio con Lady Penelope, ossia la piratessa Silvia la Sanguinaria, ha dato inizio alla ricchezza della famiglia. Inoltre come Gomez, anche il suo antenato aveva un fratello simile a lui, chiamato Ricciolo.

## Interpreti
Jackie Coogan è il primo interprete di Zio Fester nella serie televisiva del 1964-1966. Riprende la parte nel doppiaggio dell'episodio del 1972 Scooby-Doo incontra la famiglia Addams, della serie televisiva Speciale Scooby, e nella sua serie spin-off La famiglia Addams del 1973. Come il resto del cast della serie televisiva originale a eccezione di Blossom Rock, anche Coogan ricompare nel film per la televisione del 1977 Halloween con la famiglia Addams (Halloween with the New Addams Family).
In italiano Jackie Coogan è stato doppiato da: Enrico Luzi, nel secondo doppiaggio sia della serie televisiva del 1964-1966 che della serie animata del 1973; Gino Pagnani, nel primo doppiaggio della serie animata del 1973; Ettore Conti, nel doppiaggio del film per la televisione del 1977.
Stubby Kaye interpreta lo Zio Fester nello speciale televisivo del 1972 The Addams Family Fun-House.
Christopher Lloyd interpreta Zio Fester nei film La famiglia Addams (The Addams Family, 1991) e La famiglia Addams 2 (Addams Family Values, 1993), venendo doppiato in italiano da Elio Pandolfi in entrambe le pellicole.
Nella versione originale della serie animata del 1992, lo Zio Fester è doppiato da Rip Taylor, sostituito in italiano da Amborgio Colombo. Nel film per la televisione del 1998 La famiglia Addams si riunisce (Addams Family Reunion), il personaggio è interpretato da Patrick Thomas, doppiato in italiano da Riccardo Peroni.
Nella serie televisiva La nuova famiglia Addams (The New Addams Family, 1998-1999) è interpretato da Michael Roberds, doppiato in italiano da Mino Caprio.
Nella prima edizione di Broadway del musical del 2010 The Addams Family, Zio Fester è impersonato da Kevin Chamberlin, mentre nell'edizione italiana dello stesso musical è interpretato da Pierpaolo Lopatriello (2014) e Umberto Noto (2018 e 2019).
Nell'edizione originale del film in animazione CGI del 2019 La famiglia Addams e La famiglia Addams 2, la voce di Zio Fester è di Nick Kroll, ridoppiato in italiano da Raoul Bova nel primo film e da Gabriele Sabatini nel secondo.
Nella serie televisiva Mercoledì del 2022, ideata e diretta da Tim Burton, lo Zio Fester viene interpretato dall'attore statunitense Fred Armisen.

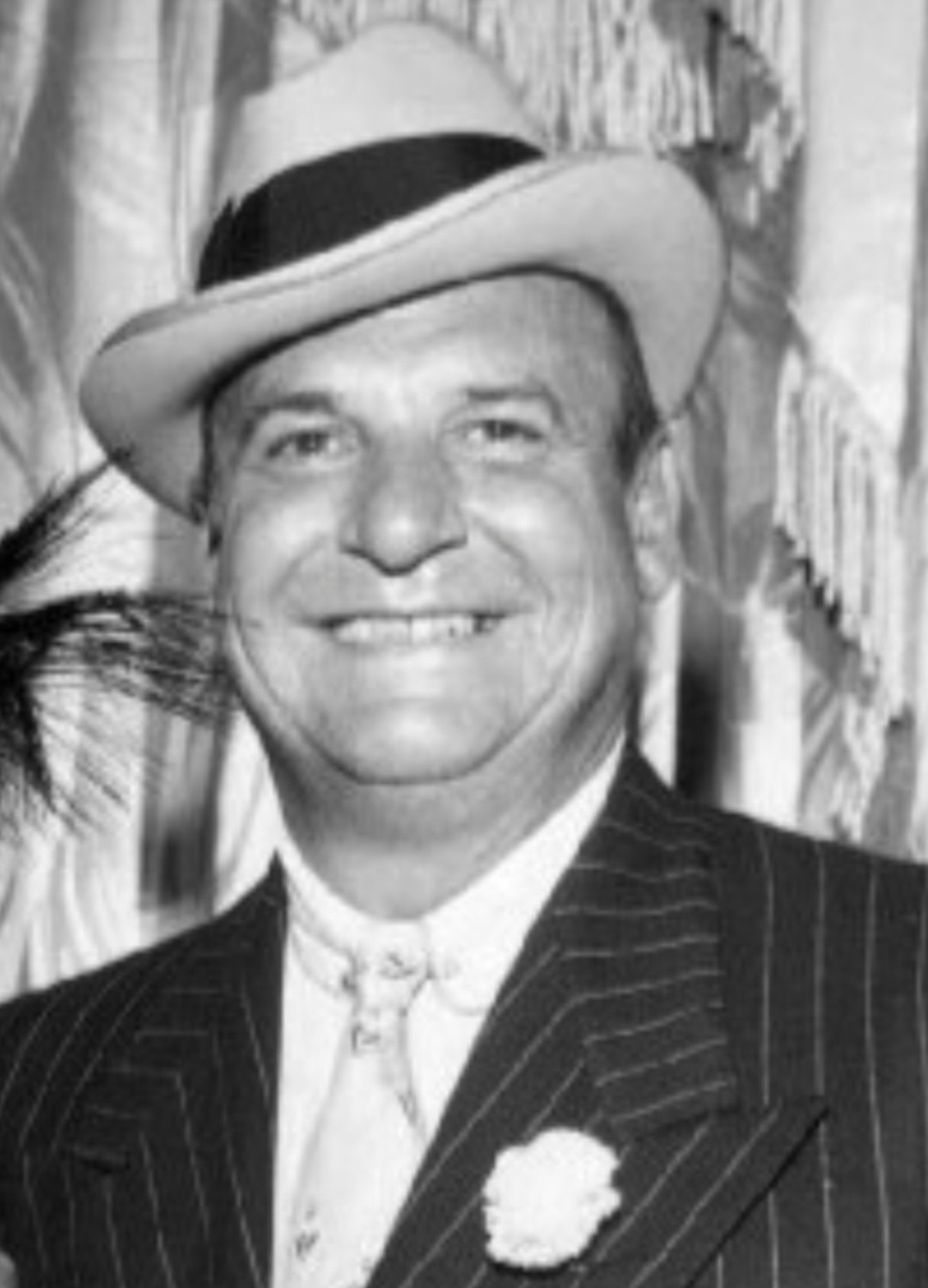
Jackie Coogan, il primo interprete di Zio Fester nella serie televisiva del 1964
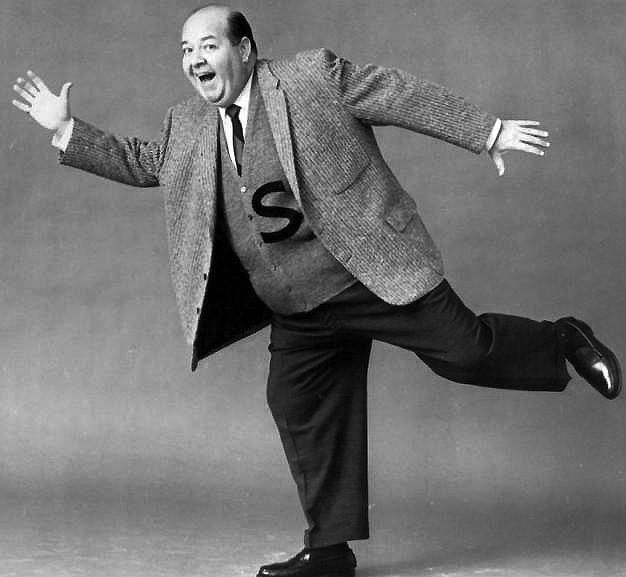
Stubby Kaye, interprete di Zio Fester nello special TV The Addams Family Fun-House (1972)
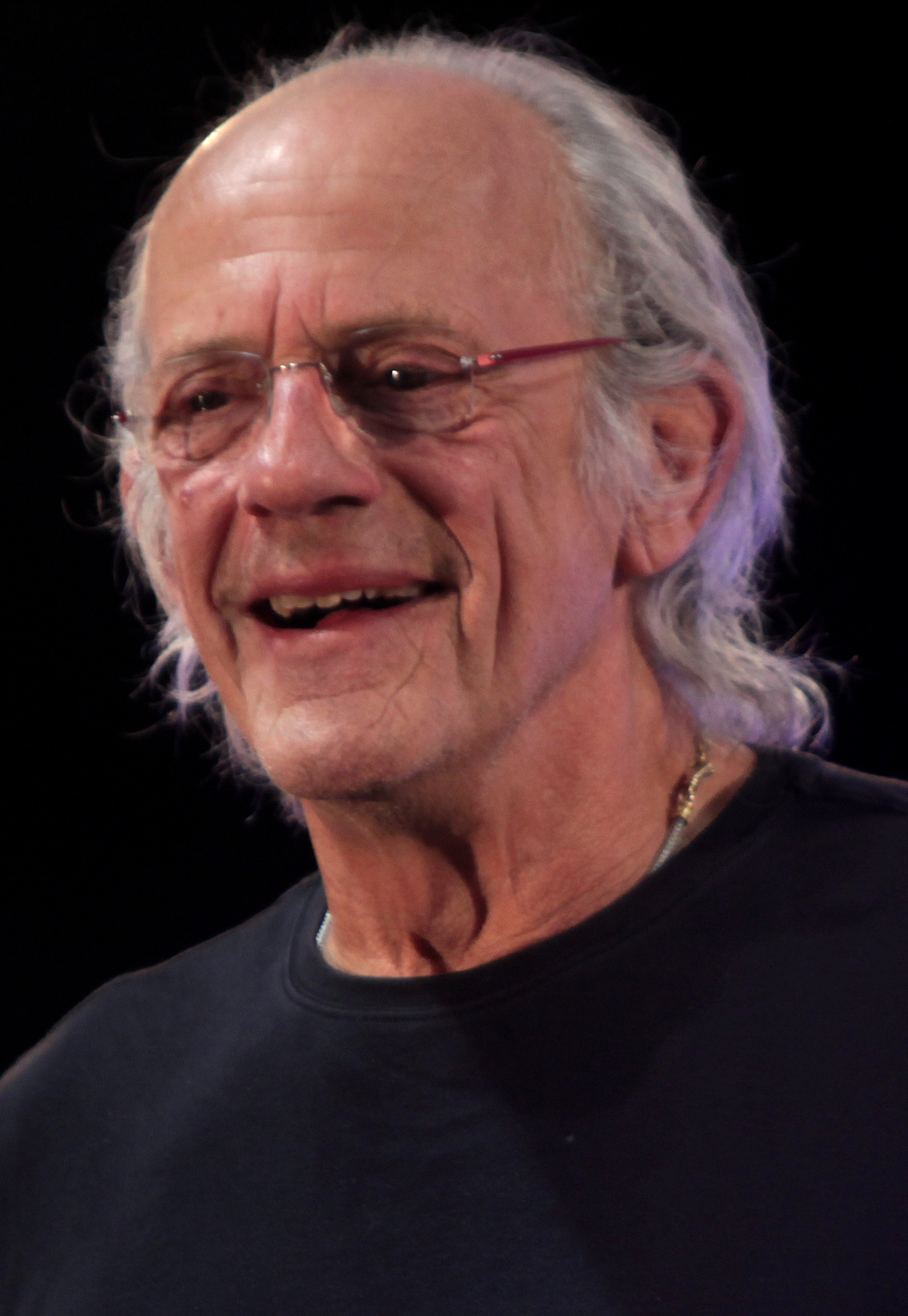
Christopher Lloyd, interprete di Zio Fester nei film La famiglia Addams (1991) e La famiglia Addams 2 (1993)
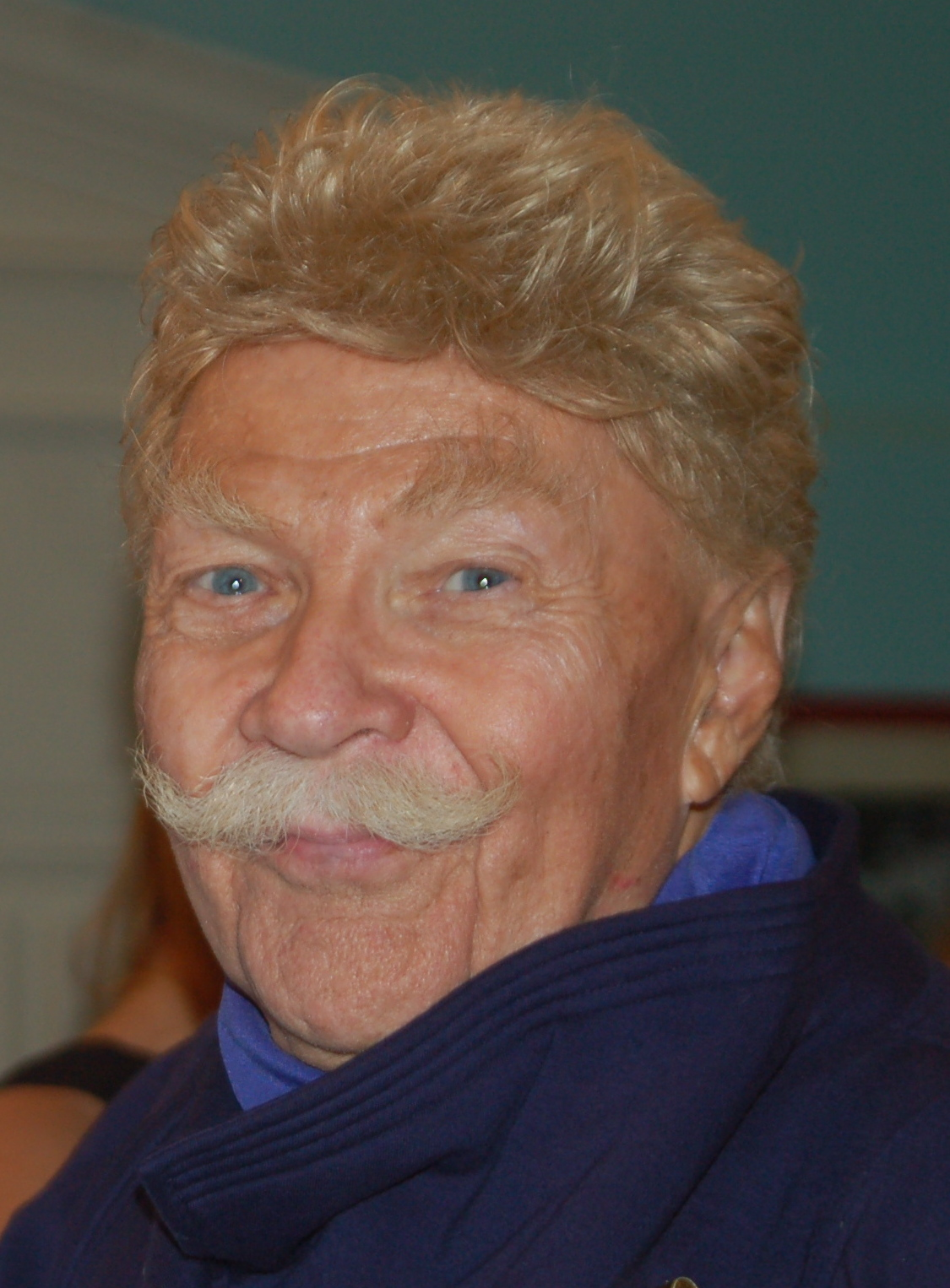
Rip Taylor, interprete di Zio Fester nella serie animata La famiglia Addams (1992)
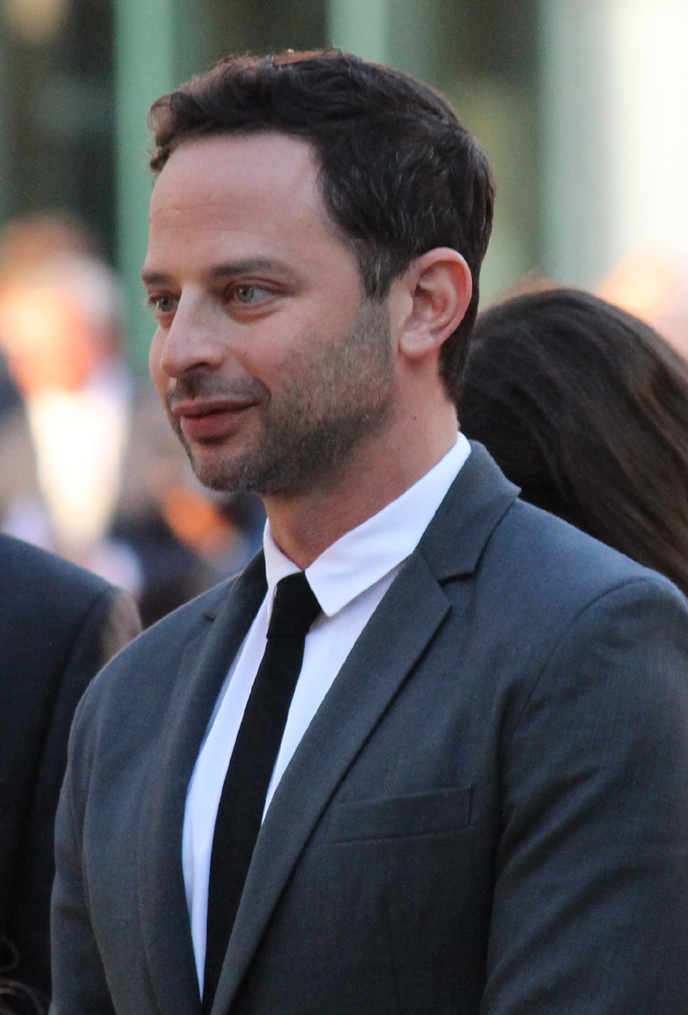
Nick Kroll, interprete di Zio Fester nei film animati La Famiglia Addams (2019) e La famiglia Addams 2 (2021)
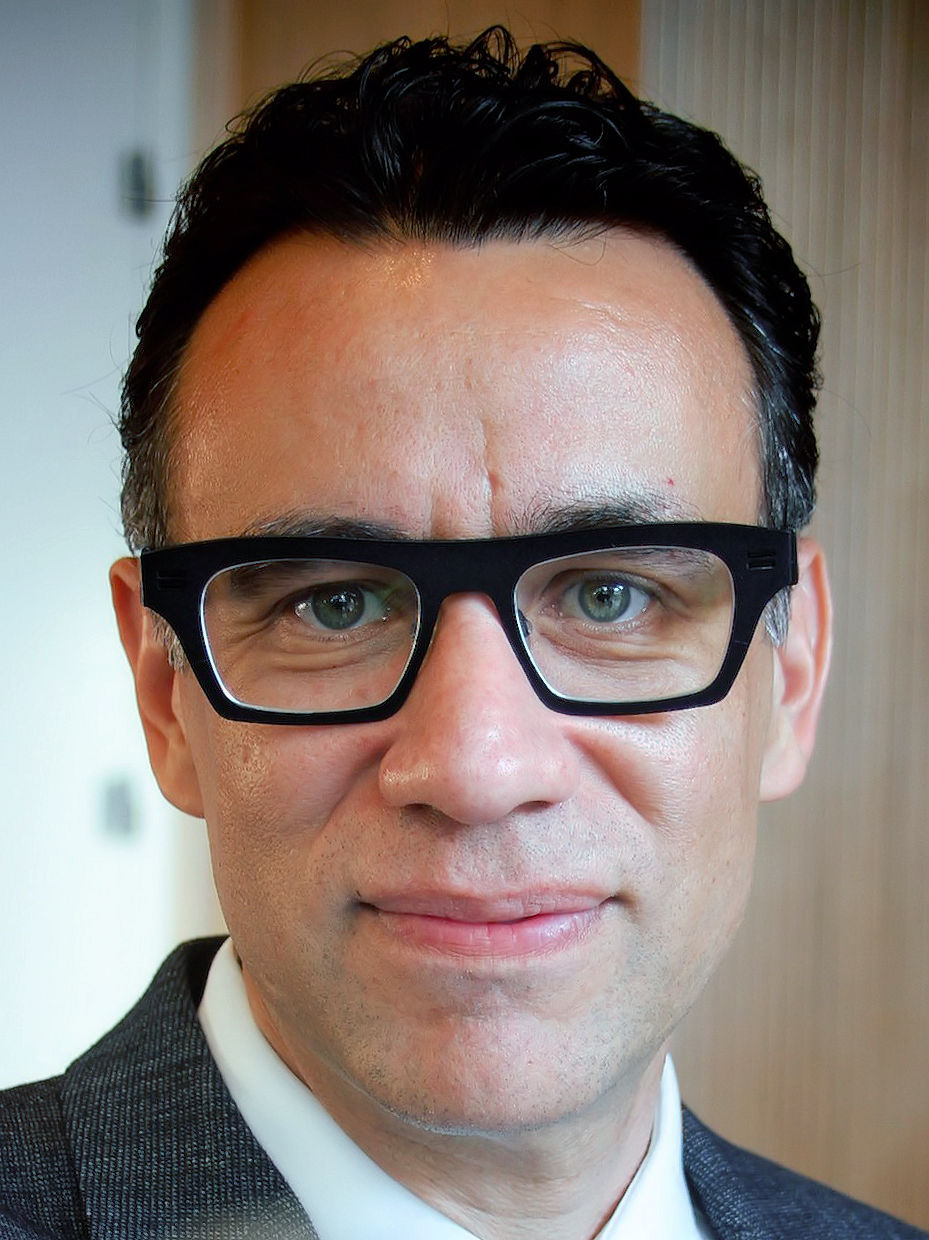
Fred Armisen, interprete di Zio Fester nella serie TV Mercoledì (2022)

## Merchandising
- Nel 1967 la Poynter Products Inc. di Cincinnati commercializza la lampadina Uncle Fester’s Mystery Light Bulb ("la lampadina misteriosa di Zio Fester").[21] La lampadina, alimentata da una batteria stilo AA, si accende chiudendo il circuito tra la base e la vita della lampadina stessa, grazie a un anello in dotazione, che può essere inserito anche in bocca, simulando di generare energia elettrica con il corpo come faceva lo Zio Fester nel telefilm.[21]
- Nel 1989 lo Zio Fester è protagonista del primo videogioco dedicato alla famiglia Addams: Fester's Quest, per Nintendo Entertainment System. In esso Fester tenta di sventare un'invasione aliena, aiutato dal resto della famiglia. Il gioco presenta un'elevata difficoltà nel colpire i nemici, dato che tutti i proiettili delle armi seguono traiettorie curvilinee, dovuto alla pessima mira di Zio Fester, così come riportato nel manuale di istruzioni.[22]
- Nel 1992 la Playmates realizza una serie di action figure ispirate ai personaggi della coeva serie televisiva animata, compreso lo Zio Fester.
- Nel 1999 Nova Productions ed Eurocom hanno realizzato il gioco Arcade The New Addams Family Electric Shock Machine, il gioco consiste nell'afferrare due "elettrodi" con entrambe le mani. Avviato il gioco si sceglie un livello di intensità (Low, Medium o High) e si chiude il contatto dell'elettricità. Se la lampadina nella bocca di Zio Fester si illumina, allora si riceve una "scossa" (in realtà le manopole vibrano solamente) e si ottiene un punteggio.
- Nel 2000, viene realizzata una statuina fluorescente di Zio Fester per la serie di personaggi ispirata alla serie televisiva La nuova famiglia Addams del 1998-1999.
- Nel febbraio 2019 la Funko realizza un'action figure di Zio Fester per la serie di personaggi del telefilm degli anni sessanta.[23] Dello Zio Fester vengono realizzate due versioni a colori, una con la lampadina in bocca.[23][24]
- Nel 2019 Department 56 realizza una statuina dello Zio Fester con la lampadina in bocca per il set The Addams Family Village ispirato ai fumetti di Charles Addams.[25]
- Sempre nel 2019 la Cuddle Barn commercializza il pupazzo in stoffa di Zio Fester per una linea di bambole di pezza raffiguranti i personaggi del nuovo film di animazione del 2019 La famiglia Addams.[26][27]
- Ancora nel 2019 la Mezco realizza un'action figure da 10 cm con 5 punti di articolazione di Zio Fester per la serie di personaggi del film di animazione del 2019.[26][28][29] Zio Fester viene venduto in blister con Pugsley e una delle differenti versioni di Mano.[28]
- L'11 settembre 2019 la Funko annuncia la realizzazione di una serie di action figure con i personaggi del nuovo film di animazione compreso lo Zio Fester.[30]

## Filmografia

### Cinema
- La famiglia Addams (The Addams Family), regia di Barry Sonnenfeld (1991) - Christopher Lloyd
- La famiglia Addams 2 (The Addams Family Values), regia di Barry Sonnenfeld (1993) - Christopher Lloyd
- La famiglia Addams (The Addams Family), regia di Conrad Vernon e Greg Tiernan (2019) - Nick Kroll
- La famiglia Addams 2 (The Addams Family 2), regia di Greg Tiernan, Laura Brousseau e Kevin Pavlovic (2021) - Nick Kroll

### Televisione
- La famiglia Addams (The Addams Family ) - serie TV, 64 episodi (1964-1966) - Jackie Coogan
- Speciale Scooby (The New Scooby-Doo Movies) - serie TV, episodio 1x03 (1972) - Jackie Coogan
- The Addams Family Fun-House - show musicale televisivo (1973) - Stubby Kaye
- La famiglia Addams - serie animata, 16 episodi (The Addams Family, 1973) - Jackie Coogan
- Halloween con la famiglia Addams (Halloween with the New Addams Family), regia di David Stainmetz - film TV (1977) - Jackie Coogan
- La famiglia Addams (The Addams Family) - serie animata (1992) - Rip Taylor
- La famiglia Addams si riunisce (Addams Family Reunion), regia di Dave Payne - film TV e direct-to-video  (1998) - Patrick Thomas
- La nuova famiglia Addams (The New Addams Family) - serie TV, 65 episodi (1998) - Michael Roberds
- Mercoledì (Wednesday) – serie TV, episodi 1x07-2x04 (2022-2025) - Fred Armisen

## Teatro
- La famiglia Addams (2010) - Kevin Chamberlin